# Col de Cère
Der Col de Cère ist ein 1294 Meter hoher Gebirgspass im französischen Zentralmassiv. Er befindet sich in der Region Auvergne-Rhône-Alpes im Département Cantal und liegt in den Monts du Cantal südöstlich des Puy Mary (1783 m). Der Pass verbindet über die D67 die Gemeinde Saint-Jacques-des-Blats im Südwesten mit Laveissière im Nordosten. Weiters stellt er für Radfahrer die kürzeste Verbindung zwischen Aurillac und Murat dar, da der Tunnel du Lioran nicht durchfahren werden darf.
Alternativ kann auch der Col de Font de Cère genutzt werden, der parallel zum Col de Cère verläuft.

## Auffahrten
Die Südwest-Auffahrt verläuft zunächst auf der N122, die von Aurillac über Yolet, Polminhac, Vic-sur-Cère und Thiézac leicht ansteigend nach Saint-Jacques-des-Blats führt. Hier beginnt der eigentliche Anstieg, der auf einer Länge von sechs Kilometern eine durchschnittliche Steigung von 4,9 % aufweist. Bevor der Tunnel du Lioran erreicht wird, biegt man Links auf die etwas schmalere D67 ab, auf der die Steigungsprozente etwas zunehmen. Auf ihr werden die letzten drei Kilometer absolviert.
Die Nordost-Auffahrt beginnt zunächst auch auf der N122 und führt von Murat nach Laveissière, wo die Straße zu steigen beginnt und auf einer Länge von sieben Kilometern eine durchschnittliche Steigung von 5,1 % aufweist. Nach vier Kilometern wird Le Lioran erreicht, wo man rechts auf die D67 abbiegt, die anschließend mit Steigungsprozenten von rund 6 % auf die Passhöhe führt.

## Radsport
Der Col de Cerè wurde bislang nur einmal von der Tour de France überquert. Im Jahr 2011 wurde er zur Hälfte der 9. Etappe passiert und galt damals als Bergwertung der 3. Kategorie. Mit Johnny Hoogerland führte damals ein Niederländer über die Passhöhe.
In den Jahren 2016 und 2024 wählte die Organisation der Tour de France den naheliegenden Col de Font de Cère, der im unteren Teil über die identen Straßen führt.
| Jahr | Etappe     | Bergwertung  | Fahrer            | Auffahrt |
| ---- | ---------- | ------------ | ----------------- | -------- |
| 2011 | 09. Etappe | 3. Kategorie | Johnny Hoogerland | Südwest  |